# 覇州
覇州（はしゅう）は、中国にかつて存在した州。五代十国時代から民国初年にかけて、現在の河北省廊坊市南部に設置された。

## 概要
唐の幽州永清県の地にあたる。後に益津関が置かれた。
959年（顕徳6年）、後周により益津関が覇州とされた。浜州と棣州の丁夫が徴発されて、覇州の州城が築城された。覇州は河北道に属し、文安・大城の2県を管轄した。
北宋のとき、覇州は河北東路に属し、文安・大城の2県を管轄した。
金のとき、覇州は中都路に属し、益津・文安・大城・信安の4県を管轄した。
元のとき、覇州は大都路に属し、益津・文安・大城・保定の4県を管轄した。
明のとき、覇州は順天府に属し、文安・大城・保定の3県を管轄した。
清のとき、覇州は順天府に属し、属県を持たない散州となった。
1913年、中華民国により覇州は廃止され、覇県と改められた。